# Khanashin
Khanashin ou Khan Neshin est un village situé dans le district de Reg dans la province d'Helmand en Afghanistan, près de l'Helmand.

## Crédit d'auteurs
- (en) Cet article est partiellement ou en totalité issu de l’article de Wikipédia en anglais intitulé « Khanashin » (voir la liste des auteurs).